# 明日方舟：终末地
《明日方舟：终末地》是鹰角网络旗下峘形山工作室开发的即时策略游戏，与《明日方舟》为同系列的游戏作品。游戏为含有付费内容的免费游戏，将在PC、PS5及移动端等多平台全球发布。
游戏于2022年3月通过公开概念CG视频与初期实机演示首次曝光，于2024年8月取得国家新闻出版署出版许可。
截止2024年12月，游戏已公开宣布两次线上测试，但尚未公开正式上线时间。

## 剧情与设定
游戏故事发生在一个叫“塔卫二”的星球上，玩家将作为“终末地工业”的“协议回收部门”的管理员，根据指引逐步对开拓区进行探索。“塔卫二”是一个天灾横行，危机遍地的世界，塔卫二上存在名为“侵蚀”的危险超自然灾害，被侵蚀的区域会出现扭曲的环境与反常的物理现象。塔卫二的大部分土地是等待开拓和探索的荒野与无人区，生物“天使”是荒野上的危险之一，开拓者们隶属于不同的国家和组织，互相之间的合作和竞争极为平常。
“终末地工业”是塔卫二著名的技术承包商之一，积极参与塔卫二的开拓，在荒地上建立完整的能源和技术生产线是终末地工业现阶段的重点工作目标之一。“协议回收部门”曾经是终末地工业最重要的核心部门，但是数年前的一次“意外冲突”摧毁了协议回收部门的中央基地，部门负责人与大量成员遇难，使终末地工业被迫暂停技术回收的工作。
伴随着塔卫二各大势力重新开始探索遗迹，协议回收部门在监督佩丽卡的带领下重建。终末地工程中心整合了协议回收部门的大量原型设备，成功研发了“自动化集成工业系统”，为了证明该系统的传送技术的可靠性，协议回收部门选择了开拓区中环境最恶劣，资源最匮乏的“四号谷地”作为目标，尝试以此为基础逐步向外探索。
由于本作与《明日方舟》为同系列的游戏作品，《明日方舟：终末地》与《明日方舟》的联系在游戏公布时引发诸多猜测，多数观点认为《明日方舟：终末地》将是《明日方舟》的前传或后传作品。

## 制作与宣传
2022年3月10日，鹰角网络在各大社交媒体开通《明日方舟：终末地》官方账号。3月16日，发布先导预告PV，并公布多语言官方网站，玩家可在官网预约游戏，网站背后的图案上显示着48：00：00的倒计时，表示官方将在2天后发布正式的游戏PV。3月18日，发布新的概念CG及初期的实机演示视频，其中CG提供中文、英语、日语、韩语四类配音，并公布《明日方舟：终末地》将是一款即时策略角色扮演游戏。
在沉寂了一年后，2023年10月25日游戏官号发布宣传图暗示将有新消息公开，并于次日公布「技术测试」PV，宣布将于2023年11月10日在中国大陆开始技术测试。2023年12月8日，于2023游戏大奖公开PV，宣布该游戏将登陆PS5平台，并宣布于2024年1月12日在全球开启技术测试。但自此之后游戏再次陷入沉寂，直至游戏在2024年8月取得国家新闻出版署出版许可。
2024年12月14日游戏公布「再次测试」PV，宣布将于2025年1月中旬开始第二次（再次）测试。该次测试于2025年1月17日持续至当年2月17日。
2025年4月28日，游戏官方公布《明日方舟：终末地》「再次测试」移动版的测试玩家招募，该测试为保密测试，招募持续至2025年5月11日23:59。

## 反响
游戏公布后，GameRes游资网指出，《明日方舟：终末地》将即时战略游戏与角色扮演游戏相挂钩不太寻常，并综合官方透露的信息得出，“《明日方舟：终末地》的玩法走的是何种路线依旧不明朗，但能明确的是，它并不多见”。GameRes游资网还认为，《明日方舟：终末地》是鹰角网络技术积累的表现，预示着“明日方舟”这个品牌将踏上一个新的台阶。游戏葡萄也认为即时策略与二次元RPG的融合玩法不易实现，游戏宣传重点的基地建造玩法也不确定能否得到很好的发挥，此类融合玩法在可能在手游里“还找不到竞品”
电玩巴士称，《明日方舟：终末地》“站在巨人的肩膀上，拥有了更高的起点和或许更远的未来”，它认为，与《明日方舟》缺乏初始定位和经验不同，《明日方舟：终末地》的预告PV和概念CG支持四种语言版本，以及发展初期就在Twitter注册多语言官方账号，体现了鹰角网络面向全球市场的野心。电玩巴士还认为，从《明日方舟》的泰拉大陆，到《明日方舟：终末地》的星际层面的世界观上的跳跃也令人惊叹。Game Rant的帕姆·K·弗雷迪南认为游戏预告的实机画面让人想起了《尼尔：自动人形》的一些地点。